# Neojaera octodentata
Neojaera octodentata är en kräftdjursart som först beskrevs av Ernst Vanhöffen 1914.  Neojaera octodentata ingår i släktet Neojaera och familjen Janiridae. Inga underarter finns listade i Catalogue of Life.